# Sabine Weyand

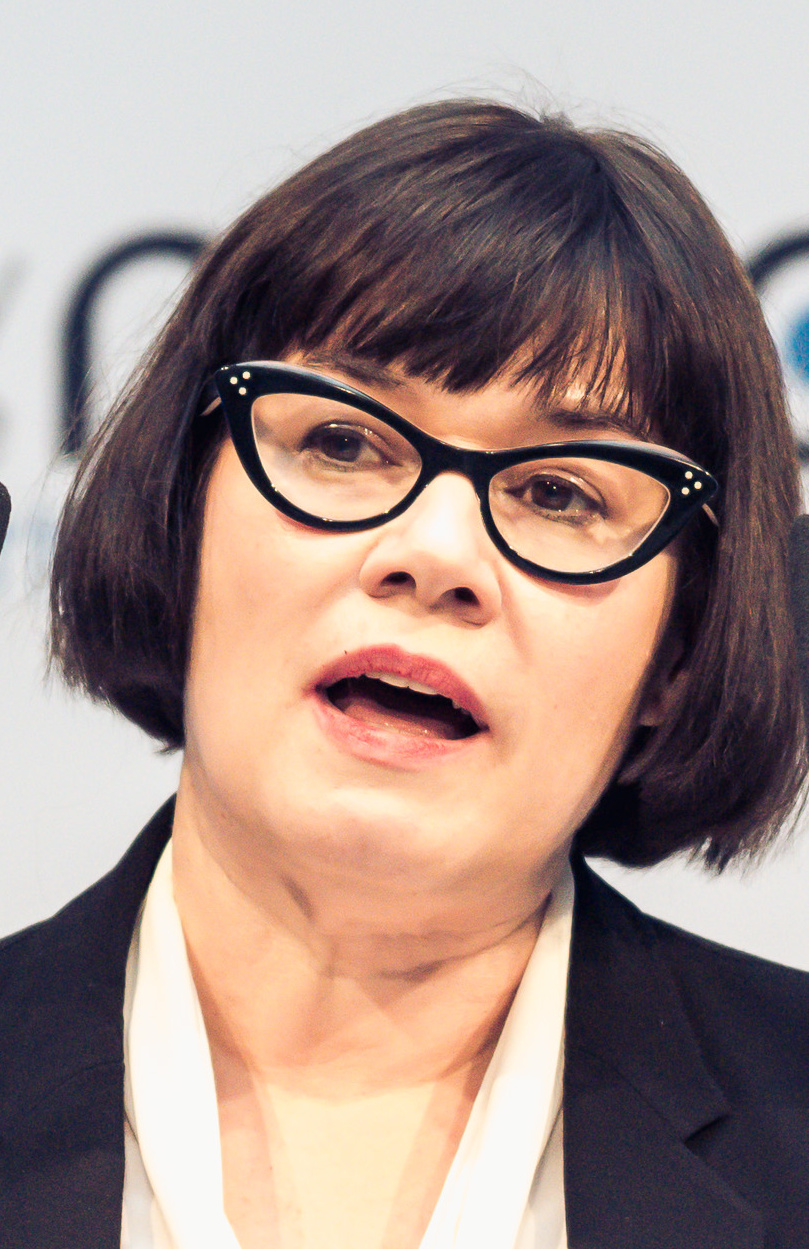
Sabine Weyand auf der Münchner Sicherheitskonferenz 2019

Sabine Weyand (* 1964) ist eine hohe deutsche Beamtin der Europäischen Union. Zwischen Oktober 2016 und Mai 2019 war sie Stellvertreterin des EU-Chefunterhändlers Michel Barnier bei den Brexit-Verhandlungen der EU mit dem Vereinigten Königreich. Seit Juni 2019 leitet sie die Generaldirektion Handel.

## Leben
Sabine Weyand wurde als Tochter von Heinrich Weyand (1927–2014) und dessen Frau Magda (geb. Spurk, 1926–2016) im Saarland geboren und wuchs im Nalbacher Ortsteil Körprich auf. Ihr Vater war Vermessungstechniker im Vermessungsamt des Landkreises Saarlouis sowie langjähriger Körpricher Bürgermeister bzw. Ortsvorsteher für die CDU (1972–1989). Weyand ist verheiratet mit Peter M. Wagner, der als Leiter der Unterstützungsgruppe für die Ukraine bei der Europäischen Kommission arbeitet. Weyands politisches Engagement begann in der Schülerunion der CDU, wo sie auch Kontakt zu Peter Altmaier knüpfte. Sie studierte ab 1983 Politikwissenschaft, Ökonomie, Anglistik und Linguistik an der Albert-Ludwigs-Universität Freiburg mit dem Diplom 1990. Von 1986 bis 1987 studierte sie an der Universität Cambridge. 1991 erhielt sie das Diplom in Advanced European Studies vom College of Europe und 1995 wurde sie an der Universität Tübingen in Politikwissenschaft promoviert. Thema der Dissertation war die gemeinsame Verkehrspolitik der EU.
Sie spricht außer Deutsch auch Englisch und Französisch.

## Laufbahn
Ab 1994 war sie Angestellte der EU, zunächst in der damaligen Generaldirektion Industrie, wo sie sich mit der Autoindustrie außerhalb Europas befasste. 1997 bis 1999 war sie in der Abteilung auswärtige Beziehungen, wo sie sich ebenfalls mit wirtschaftlichen Fragen befasste und die G7/G8-Gipfel mit vorbereitete. Ab 1999 war sie im Stab des EU-Kommissars für Handel Pascal Lamy. 2004 bis 2007 leitete sie den Stab des Kommissars für Entwicklung und humanitäre Hilfe Louis Michel. 2007 bis 2009 war sie zur Beraterin im Stab des Kommissionspräsidenten José Manuel Barroso aufgestiegen. Unter anderem war sie mit internationalen Klima- und Energieverhandlungen befasst. 2009 bis 2012 war sie Vertreterin der EU-Kommission im Ausschuss der Ständigen Vertreter der Mitgliedstaaten (Coreper I). Ab 2012 war sie Direktorin im Generalsekretariat der EU zuständig für politische Koordinierung. Dabei war sie auch mit internationalen Verhandlungen der EU wie TTIP mit den USA, CETA mit Kanada, mit Nachbarländern der EU und mit der WTO befasst.
Im März 2016 wurde sie stellvertretende Generaldirektorin der Generaldirektion Handel, zuständig für die Referate E (Nachbarstaaten, USA und Kanada), F (WTO, Rechtsangelegenheiten und Warenhandel), G (Handelsstrategie und Analyse, Marktzugang) und H (Handelspolitische Schutzinstrumente). Sie spielte eine wichtige Rolle in der Formung der Klimapolitik der EU und in der Vorbereitung von G7/G8-Gipfeln.
2016 wurde Weyand zur Stellvertreterin Michel Barniers, seines Zeichens führender Vertreter der EU bei den Austrittsverhandlungen mit dem Vereinigten Königreich. Laut des Magazins Politico gilt sie (seitdem) als eine der zehn einflussreichsten Frauen in Brüssel. Auch wurden die Verhandlungen zwischen ihr und ihrem britischen Counterpart Oliver Robbins als der „Maschinenraum“ der Brexit-Verhandlungen bezeichnet.
Am 29. Mai 2019 wurde Sabine Weyand zur neuen Leiterin der Generaldirektion Handel ernannt, sie ersetzte damit zum 1. Juni 2019 Jean-Luc Demarty.

## Schriften
- Die Vollendung des Binnenmarktes im Güterkraftverkehr. Defizite im Entscheidungsprozeß der EU. Nomos, Baden-Baden 1996, ISBN 3-7890-4411-3 (zugl. Dissertation, Tübingen).
- mit Rudolf Hrbek: Betrifft: das Europa der Regionen. Fakten, Probleme, Perspektiven (= Beck’sche Reihe. Band 1085). Beck, München 1994, ISBN 3-406-37475-1.
- Inter-Regional Associations and the European Integration Process. In: Regional and Federal Studies. Band 6, Nr. 2, 1996, ISSN 1359-7566, S. 166–182, doi:10.1080/13597569608420974 (englisch).